# Meta (Missouri)
Meta è un comune degli Stati Uniti d'America, situato nello Stato del Missouri, nella contea di Osage.